# Cosmopolitan (magazine)
Pour les articles homonymes, voir Cosmopolitan.
Cosmopolitan est un magazine féminin publié depuis 1886 aux États-Unis par le groupe Hearst.
Cosmopolitan connaît de nombreuses  éditions différentes dans le monde ; il compte ainsi une version éditée en France depuis 1973, à l'initiative notamment d'Évelyne Prouvost et de son grand-père, l'homme de presse Jean Prouvost, du Marie Claire, qui s'entendent avec le groupe Hearst. En Italie, il est édité par Arnoldo Mondadori Editore.

## Ton rédactionnel

### Du magazine familial et littéraire au magazine féminin
Conçu à la fin du XIXe siècle, en 1886, en Amérique du Nord, comme un magazine familial, Cosmopolitan (ou Cosmo) devient un magazine littéraire et propose à chaque numéro plusieurs nouvelles et feuilletons. En 1905, William Randolph Hearst achète le magazine,.
En 1965, une nouvelle rédactrice en chef, Helen Gurley Brown, arrive à la tête du magazine. À la suite de son arrivée, la ligne éditoriale évolue vers un contenu explicitement destiné à un public féminin. On constate donc un changement dans le ton du magazine à la fin des années 1960. Amour, sexualité, psychologie, mode, beauté : Cosmopolitan aborde des thèmes qu'il juge propre à la femme contemporaine. 

### Critique
Cependant, le magazine promeut une image de la femme qui sera critiquée par le mouvement féministe qui émerge aux États-Unis dans les années 1960, et que l'on appellera la seconde vague féministe. En effet, Cosmopolitan propose une représentation des femmes que le mouvement féministe qualifie de sexualisée, notamment dans les photos mises à la une du magazine. Il serait le "reflet d'une société sexiste", mettant en avant des femmes blanches[pertinence contestée], minces et jeunes, participant à la pression qui s'exerce sur les femmes de correspondre à une norme. De plus, les articles restent centrés sur une exhortation à une forme de féminité qualifiée de normative. Il aborde la sexualité à travers des scripts hétéronormatifs[Quoi ?], ne déconstruisant pas les représentations traditionnelles[réf. nécessaire].
Helen Gurley Brown dira elle-même en 1974 que la " Cosmo Girl ", c'est-à-dire le profil type de la lectrice de Cosmo, est « jolie et sexy ».

## Distribution à travers le monde
D’après les affirmations du périodique mi-2011, Cosmopolitan compte alors 64 éditions internationales, dont l'Afrique du Sud, l'Allemagne, l'Australie, la Bulgarie, la Croatie, l'Espagne, l'Estonie, la Finlande, la France, la Grèce, la Hongrie, l'Amérique latine, la Malaisie, le Moyen-Orient, la Norvège, les Pays-Bas, le Portugal, la Roumanie, le Royaume-Uni, la Russie, la Serbie, Singapour et la Suède. En France, une version est éditée depuis 1973 (à l'initiative notamment d'Évelyne Prouvost et de son grand-père, l'homme de presse Jean Prouvost, possédant dans ce groupe de presse des revues telles que Marie Claire, qui s'entendent avec le groupe Hearst). Il adopte un ton humoristique et compte parmi ses rédactrices les journalistes Sophie Hénaff, Marie La Fonta, Fiona Schmidt. Le site internet cosmopolitan.fr a également été développé. Il vise les femmes internautes entre 25 et 30 ans, et constitue un complément au magazine. En Italie, il est édité par Arnoldo Mondadori Editore, avec là encore, initialement une différence de ton avec les autres magazines féminins de l’époque,.
Le magazine est présent aussi sur des réseaux sociaux, tel que Discover de Snapchat.